# Kim Winona
Kim Winona est une actrice née le 10 octobre 1930 et décédée le 23 juin 1978.
Elle reste pour ses fans la douce et jolie Perle de Rosée (Morning Star) dans le feuilleton télévisé Aigle noir (Brave Eagle).
Véritable indienne (princesse sioux), elle n'aurait interprété que ce seul rôle.
Kim Winona s'est suicidée.